# Kaiser Wilhelm der Grosse (schip, 1897)

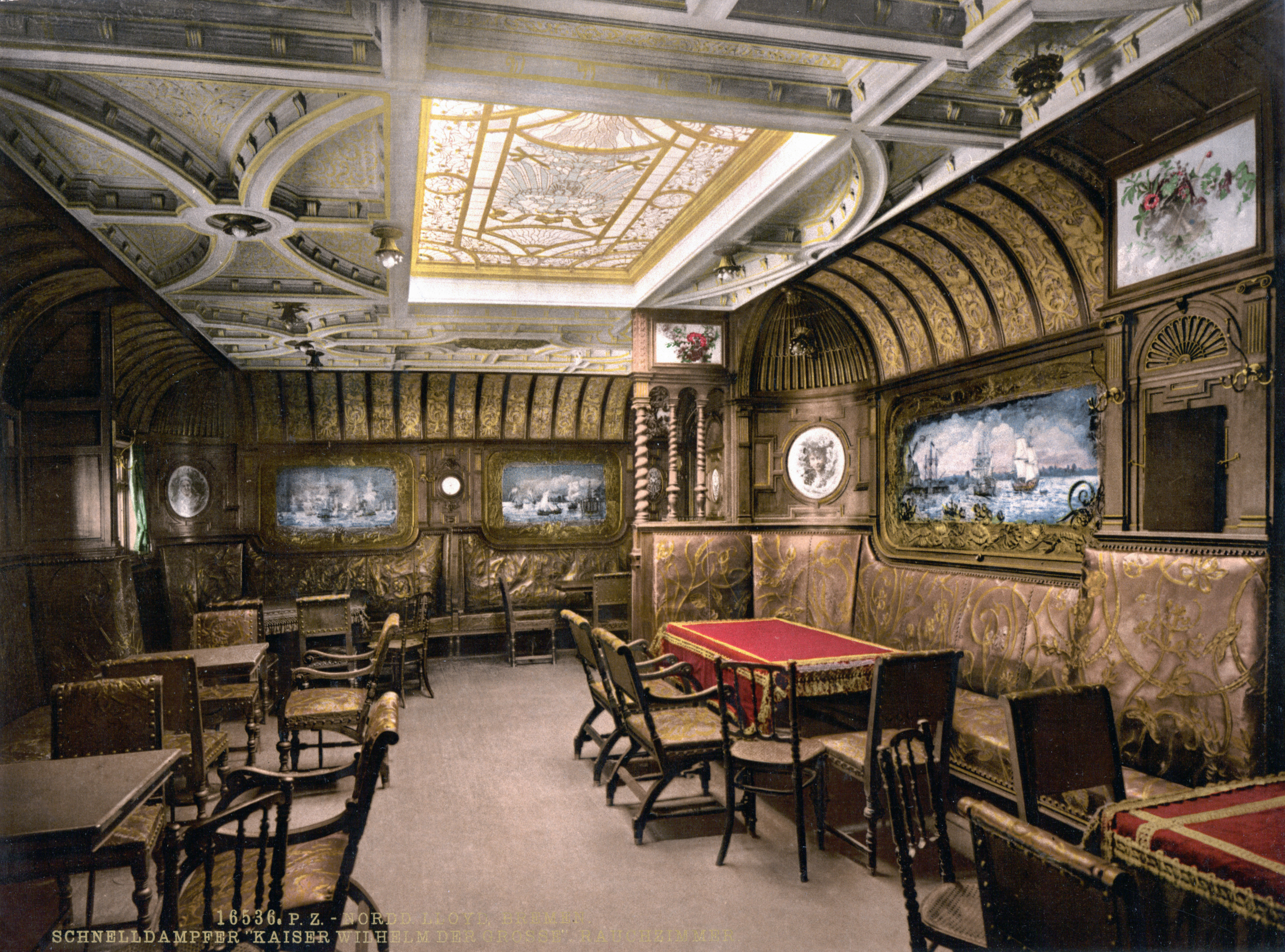
Het fumoir aan boord van het stoomschip Kaiser Wilhelm der Grosse

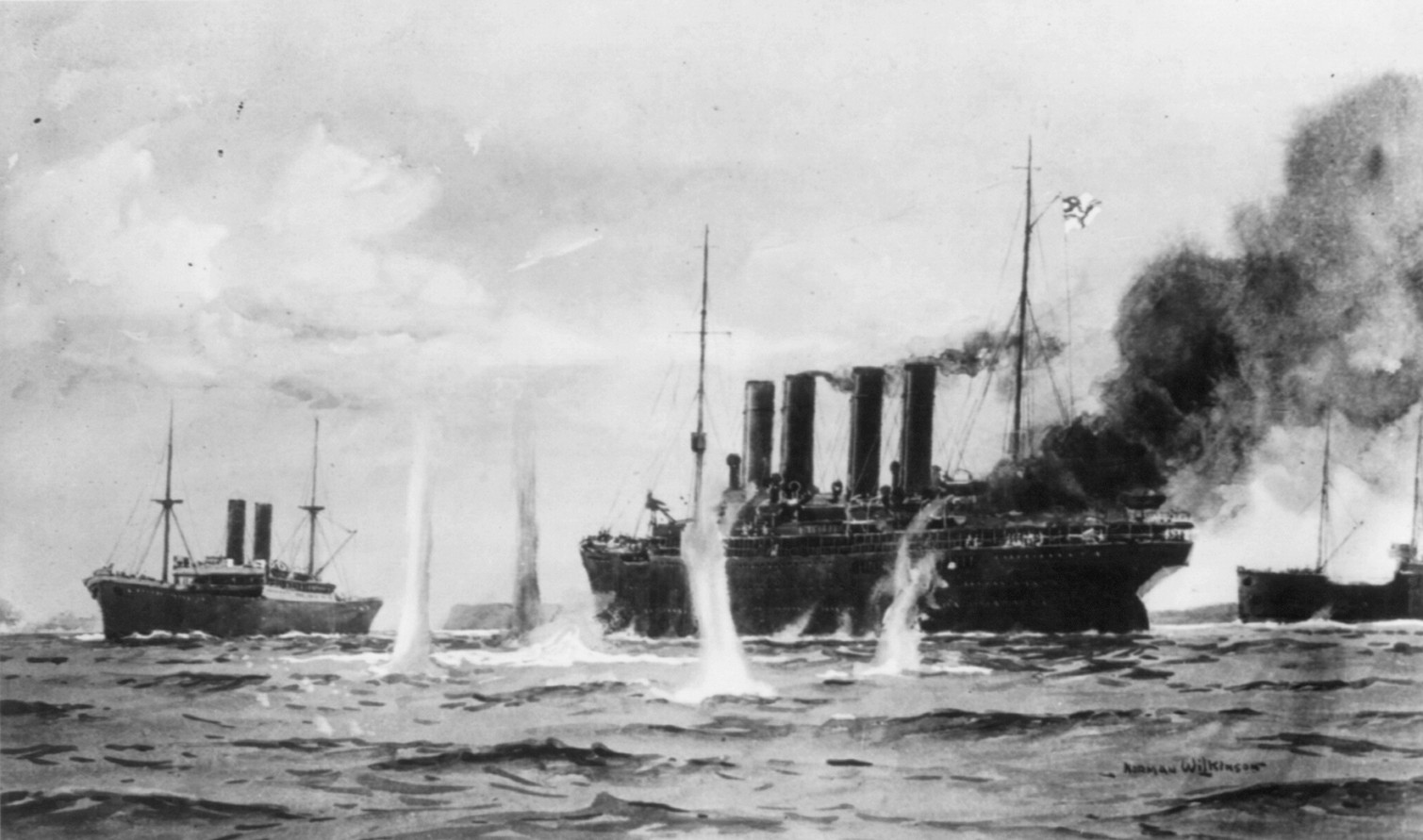
Zeegevecht

De Kaiser Wilhelm der Grosse was een passagiersschip van de rederij Norddeutscher Lloyd en het eerste schip van de Four Flyers.

## Beschrijving
Het schip werd in 1897 in de vaart genomen. Nadat in 1871 alle Duitse staten één Keizerrijk vormden, wilde keizer Wilhelm II schepen zoals de Teutonic en wilde hij ook de blauwe wimpel bemachtigen. Het schip brak als eerste Duits schip in 1897 het snelheidsrecord waarmee het de blauwe wimpel kreeg en zo de Britse overmacht brak. In 1900 moest het weer deze eer opgeven.
In 1913 werd het verbouwd om enkel nog derdeklassepassagiers te vervoeren.

## Ongevallen
In 1900 leed het schip lichte schade bij de Hobokenbrand. Op 21 november 1906 kwam het in aanvaring met het Britse stoomschip Oronico net buiten Cherbourg. Vijf mensen lieten hierbij het leven.

## Eerste Wereldoorlog
Bij de aanvang van de Eerste Wereldoorlog werd het schip opgevorderd en als oorlogbodem ingezet onder het bevel van kapitein Reymann. Het bracht drie schepen tot zinken, de Tubal Cain, de Kaipara en de Nyanza, nadat de bemanning werd opgepikt.
Toen het in Rio de Orobaai zijn voorraden aanvulde kwam op 26 augustus 1914 de Britse kruiser H.M.S. Highflyer in de buurt en tijdens het gevecht kwam de Kaiser Wilhelm der Grosse zonder munitie. Het schip werd gedynamiteerd zodat het niet in handen van de vijand zou vallen.